# Disgenesi degli ibridi
Il fenomeno è legato agli eventi di trasposizione che si possono verificare all'interno dei genomi ed è stato caratterizzato in Drosophila melanogaster, il moscerino della frutta. Per disgenesi degli ibridi si intende l'incapacità di produrre progenie fertile quando ceppi diversi di D. melanogaster sono incrociati in un certo modo.
Possiamo distinguere due tipi di ceppi di moscerino: M e P.

Gli individui del ceppo P contengono nel genoma varie copie di elementi trasponibili (trasposoni) detti elementi P. Queste sono tratti di DNA delimitati da due sequenze invertite terminali (IR) di 31 bp, in mezzo alle quali c'è una sequenza che viene trascritta di 4 esoni separati da 3 introni.

Gli individui M, invece, non contengono elementi P.

Probabilmente il ceppo M è stato isolato in laboratorio.

Se si incrocia una femmina M con un maschio P, si osserva il fenomeno della disgenesi degli ibridi: la progenie è apparentemente normale ma non fertile. Se invece si incrociano due individui P, oppure un maschio M con una femmina P, si ottengono individui normali e fertili.

Questo fenomeno accade grazie all'effetto degli elementi ereditati attraverso il citoplasma, chiamati citotipo.

Gli elementi P nei ceppi P selvatici, infatti, sono stabili grazie alla presenza nel citoplasma di una proteina repressore che inibisce la trasposasi e quindi il movimento degli elementi P. Questa proteina è ereditata attraverso il citoplasma, sempre dalla madre, in quanto i gameti maschili non sono in grado di trasmettere le componenti citoplasmatiche. Nei ceppi M la proteina repressore non è presente, dunque le femmine appartenenti a questo ceppo non possono trasmetterla alla progenie.

Quando gli elementi P sono posti in presenza di un citoplasma privo di repressore possono dare inizio ad eventi di trasposizione. Questo accade quando si forma uno zigote derivato dalla fusione di un gamete maschile P e un gamete femminile M. Il citoplasma dello zigote, infatti, è ereditato dalla madre M, che non ha la proteina repressore. Le cellule della generazione filiale avranno dunque elementi P ma un citoplasma privo di repressore.

La trasposizione tuttavia può avvenire solamente nelle cellule della linea germinale, che risulteranno in tal modo danneggiate. Solo in queste, infatti, può essere tradotta la trasposasi attiva grazie allo splicing completo degli introni. Questo è il motivo per cui gli individui appariranno del tutto normali ma impossibilitati a riprodursi.